# Скривене бројке
Скривене бројке (енгл. Hidden Figures) амерички је биографски филм из 2016. године у режији Теодора Мелфија. Настао је по узору на истоимену књигу Марго Ли Шетерли о три афроамеричке математичарке: Кетрин Џонсон (Тараџи П. Хенсон), Дороти Вон (Октејвија Спенсер) и Мери Џексон (Џанел Моне), које су радиле за Насу током свемирске трке.
Добио је позитивне рецензије, уз похвале за глумачку поставу, сценарио, режију, кинематографију, емоционални тон и историјску тачност, иако су поједини тврдили да садржи причу о белом спаситељу. Deadline Hollywood га је прогласио једним од најпрофитабилнијих филмова 2016. и проценио да је остварио нето профит од 95,5 милиона долара.
Национални одбор за рецензију филмова одабрао га је као један од десет најбољих филмова 2016. и добио је разне награде и номинације, укључујући номинацију за Оскар за најбољи филм. Такође је освојио награду Удружења филмских глумаца за најбољу глумачку поставу у филму.

## Улоге
| Глумац            | Улога           |
| ----------------- | --------------- |
| Тараџи П. Хенсон  | Кетрин Џонсон   |
| Октејвија Спенсер | Дороти Вон      |
| Џанел Моне        | Мери Џексон     |
| Кевин Костнер     | Ал Харисон      |
| Кирстен Данст     | Вивијан Мичел   |
| Џим Парсонс       | Пол Стафорд     |
| Махершала Али     | Џим Џонсон      |
| Олдис Хоџ         | Леви Џексон     |
| Глен Пауел        | Џон Глен        |
| Кимберли Квин     | Рут             |
| Санија Сидни      | Констанс Џонсон |